# Misumenops rapaensis
Misumenops rapaensis es una especie de araña cangrejo del género Misumenops, familia Thomisidae. Fue descrita científicamente por Berland en 1934.